# Samuel Henry Kress

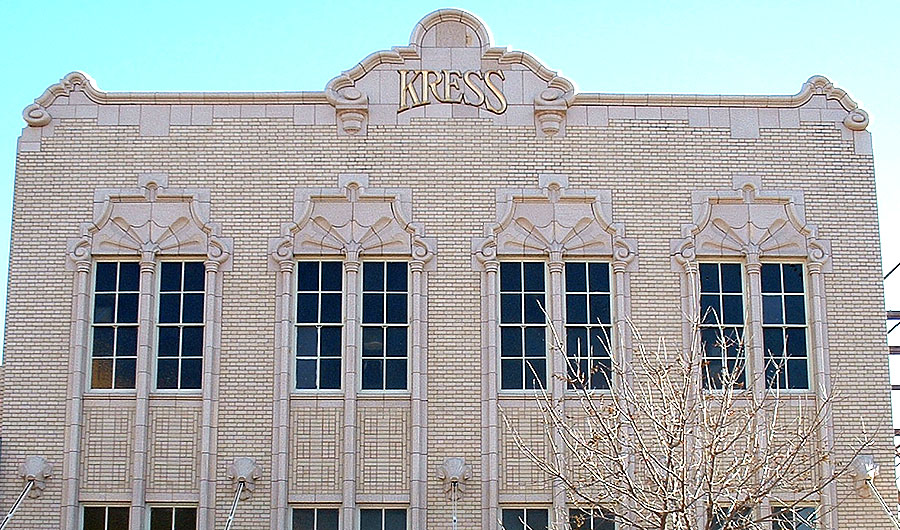
Uno degli edifici Kress con la sua caratteristica architettura.

Samuel Henry Kress (Cherryville, 23 luglio 1863 – New York, 22 settembre 1955) è stato un imprenditore, collezionista d'arte e mecenate statunitense.

## Biografia
Proprietario della catena di empori Samuel Henry Kress and Co. e fondatore dell'organizzazione mecenate Samuel Henry Kress Foundation, divenne celebre per aver raccolto molte centinaia di opere (principalmente quadri) di vari periodi dell'arte europea. Tra i principali antiquari con cui concluse affari ci fu il conte Alessandro Contini Bonacossi, che visitava ogni anno, a Roma.
Secondo le sue volontà, della sua collezione beneficiano un centinaio di istituti culturali in tutti gli Stati Uniti, analogamente da come la sua ricchezza proveniva dai numerosi punti vendita sparsi nel territorio federale.
Nel 1934 aveva contribuito al parziale restauro ed alla ricostruzione della Galleria della Mostra del Palazzo Ducale di Mantova.